# Huta Paprocka
Huta Paprocka – kuźnica żelaza założona w 1703 przez panującego w majoracie pszczyńskim barona Baltazara Erdmanna Promnitza w pobliżu wsi Paprocany (obecnie dzielnica miasta Tychy, przy ul. Nad Jeziorem 44), działała do 1878 roku. 
W 1775 książę pszczyński Fryderyk Erdmann z Anhaltu-Köthen rozbudował hutę i nazwał ją imieniem swego syna – Ludwika. W 1778 August Kiss (ojciec rzeźbiarza Augusta Kissa) został jej zarządcą. W 1835 inżynier John Baildon zmodernizował zakład. W 1856 zainstalowana została maszyna parowa. Huta została zamknięta w 1878. 
Pozostałości po Hucie Paprockiej, tj. 3 budynki, które umiejscowione są nad Jeziorem Paprocańskim oraz rzeką Gostynką, były w administracji Miejskiego Zarządu Budynków Mieszkalnych w Tychach. Teren był własnością Skarbu Państwa; ma powierzchnię 4562 m². W 2009 po wyrażeniu zgody przez wojewodę śląskiego; ogłoszono przetarg z ceną wywoławczą 1,2 mln zł, a 12 marca 2010 hutę sprzedano. 
21 listopada 2014 w wyremontowanych budynkach dawnej huty otwarto restaurację Huta Paprocka z salą konferencyjną.
Zespół zabudowy Huty Paprockiej jest wpisany do rejestru zabytków województwa śląskiego od 10 lipca 1991 (nr rej. A/712/2020).